# Letis steatornis
Letis steatornis là một loài bướm đêm trong họ Erebidae.